# Тау (аэропорт)
Аэропорт Тау (англ. Tau Airport; ИАТА: TAV, FAA LID: HI36) — бывший частный аэропорт, расположенный в 1,6 км к юго-востоку от посёлка Тау, в северо-восточной части одноимённого острова в составе Американского Самоа, невключённой неорганизованной территории США.
Аэропорт был закрыт в 1990 году и был заменён аэропортом Фитиута.

## Описание
До своего закрытия, аэропорт Тау покрывал площадь в 1,6 га.
Он имел одну ВПП с номером 18/36, размерами в 661 на 30 м. Скомпрессованные кораллы покрывали 15 м в центре полосы, а остальная часть ВПП состояла из земли и травы.
Согласно информации ФАА, за 12-месячный период, закончившийся 8 марта 1989 года, аэропорт выполнил 4380 воздушных операций (в среднем 12 в день), из которых 67 % составили операции авиации общего назначения, а 33 % — операции воздушного такси.

## Инциденты
- 5 ноября 1979 года вследствие ошибки второго пилота, самолёт de Havilland Canada DHC-6 Twin Otter 300 авиакомпании SPIA совершил жёсткую посадку. Самолёт съехал с ВПП и столкнулся с деревьями. Погибших или пострадавших не было[2].
- 21 июля 1984 года вследствие коррозии кабеля руля высоты, у самолёта de Havilland Canada DHC-6 Twin Otter 300 авиакомпании SPIA поднялся нос. Пилот попытался восстановить контроль над летательным средством, однако оно врезалось в здание терминала. Погиб 1 человек[3].
- 17 июня 1988 года самолёт de Havilland Canada DHC-6 Twin Otter авиакомпании Samoa Aviation приземлился раньше взлётной полосы в связи с большой скоростью. Погибших или пострадавших не было[4].